# Begraafplaats van Grenay
De Begraafplaats van Grenay is een gemeentelijke begraafplaats in de Franse gemeente Grenay (Pas-de-Calais). Ze ligt aan de Rue Arthur Lemandin op 800 m ten noordoosten van het gemeentehuis. De begraafplaats heeft een trapeziumvormig grondplan en wordt omsloten door een wand van betonnen platen. Er zijn twee toegangen met dubbele metalen hekken. De graven liggen in regelmatige perken, gescheiden door twee hoofdpaden. 

## Oorlogsgraven

### Franse militaire graven
Op de begraafplaats liggen twee perken waar in totaal 80 Franse gesneuvelden uit de Eerste Wereldoorlog begraven liggen.

### Britse militaire graven
Op de begraafplaats liggen 15 Britse militaire graven met gesneuvelden uit de Eerste Wereldoorlog. Ze zijn verdeeld in een perk met 8, een met 3, een met 2 en 2 aparte graven die tussen de burgerlijke graven liggen. Ze werden tussen 1915 en 1916 door eenheden van de 47th (London) Division hier begraven en staan bij de Commonwealth War Graves Commission geregistreerd onder North Maroc Intercommunal Cemetery. De graven worden door deze organisatie onderhouden.  